# Prizejskaja
Prizejskaja (in lingua russa Призейская) è un centro abitato dell'Oblast' dell'Amur, situato nei confini dell'insediamento di tipo urbano di Blagoveščensk.